# Deutsche Gesellschaft für Fettwissenschaft
Die Deutsche Gesellschaft für Fettwissenschaft (DGF) ist ein eingetragener Verein mit Sitz in Münster. Sie verfolgt das Ziel, auf dem Gebiet der Fettewissenschaft und -technologie
- Fachleute aus Wissenschaft, Technik und Wirtschaft zu einer Gemeinschaftsarbeit zu vereinigen und ihnen ein Forum für den Gedankenaustausch zu bieten,
- wissenschaftliche und anwendungsorientierte Forschungsarbeiten zu fördern und ggf. eigene Forschungseinrichtungen zu unterhalten,
- die fachliche Ausbildung zu fördern,
- der Öffentlichkeit unabhängige Expertise zu bieten und als Informationsquelle zu Fragen der Fettwissenschaft und -technologie zu dienen,
- Normen vorzubereiten, zu prüfen und Einheitsmethoden auszuarbeiten,
- hervorragende wissenschaftliche Arbeiten und Forscherpersönlichkeiten auszuzeichnen.

Dadurch fördert die Gesellschaft eine umfassende interdisziplinäre Zusammenarbeit der naturwissenschaftlichen, medizinischen, technologischen, landwirtschaftlichen und ökologischen Forschung über Fette und Öle, Fettprodukte und -begleitstoffe, Tenside sowie Rohstoffe.

## Geschichte
Die „Deutsche Gesellschaft für Fettforschung“ wurde am 6. Oktober 1936 gegründet und als gemeinnützige Gesellschaft in das Vereinsregister Berlin eingetragen. Gründungspräsident war Hans Paul Kaufmann. Nach dem Zweiten Weltkrieg verlegte sie ihren Sitz nach Münster und wurde am 19. August 1948 als „Deutsche Gesellschaft für Fettwissenschaft“ wiedergegründet. Bereits 1949 konnte in Münster die erste Nachkriegstagung stattfinden.
Auf Anregung der DGF wurde am 26. Oktober 1954 in Hannover die „International Society for Fat Research“ gegründet, der heute 24 nationale Vereinigungen angehören.
Die DGF war langjährige Trägerin des Instituts für industrielle Fettforschung, das am 1. Januar 1969 als „Institut für Biochemie und Technologie der Fette – H. P. Kaufmann-Institut“ in die seit 1964 bestehende Bundesanstalt für Fettforschung eingebunden wurde. Damit wurde die Bundesanstalt in ein „Institut für allgemeine und analytische Chemie“ und in das ehemalige DGFett-Institut gegliedert.
Am 1. Januar 1996 wurde die Geschäftsstelle der DGF von Münster nach Frankfurt am Main verlegt. Danach begann eine Phase der Internationalisierung der Kongresse und der Publikationen, die mit der Gründung der European Federation for the Science and Technology of Lipids am 9. Oktober 2000 in Würzburg einen vorläufigen Höhepunkt erreicht hat.

## DGF-Präsidenten
Die Deutsche Gesellschaft für Fettwissenschaft hatte folgende Präsidenten:
| Amtszeit  | Name                   |
| --------- | ---------------------- |
| 1936–1968 | Hans Paul Kaufmann     |
| 1969–1970 | Gustav Hopf            |
| 1971–1973 | Josef Baltes           |
| 1974–1976 | Artur Seher            |
| 1976–1978 | Albert Heesch          |
| 1979–1982 | Eduard von Boguslawski |
| 1983–1985 | Bruno Werdelmann       |
| 1986–1988 | Karl-Friedrich Gander  |
| 1989–1992 | Gerhard Röbbelen       |
| 1993–1997 | Wilfried Umbach        |
| 1998–2000 | Friedrich Spener       |
| 2000–2006 | Michael Bockisch       |
| 2007–2009 | Uwe Bornscheuer        |
| 2010–2015 | Klaus Schurz           |
| 2016–2018 | Günther Daum           |
| 2019–2024 | Markus Dierker         |
| 2025–     | Torben Küchler         |